# Pilar Schmitt
Pilar Schmitt Fernández (Villavicencio, Meta, Colombia; 22 de febrero de 1974) es una modelo, reina de belleza y presentadora de televisión colombiana.

## Biografía

### Primeros años y estudios
Pilar Schmitt es hija de padre alemán y madre colombiana, nació en la capital del país pero con su familia se radicó en Villavicencio. Cursó sus estudios de bachillerato en el Colegio Neil Armstrong. Posteriormente se graduó como comunicadora social y periodista de la Universidad de La Sabana, en la ciudad de Bogotá. 
Saltó a la vida pública en 1996, al participar en el Concurso Nacional de Belleza de Colombia, representando al departamento del Meta. Aunque no obtuvo la corona, fue considerada una de las favoritas del certamen. Su participación le permitió iniciar una carrera en la televisión colombiana. 

### Televisión
Debutó como presentadora en el programa Panorama, emitido por la programadora JES. Posteriormente, condujo los espacios musicales Video Láser y Éxitos Fantásticos. También presentó notas de entretenimiento en el magazín En Vivo. 
A finales de 1999 ingresó a Noticias Caracol, donde asumió la presentación de la sección de farándula durante los fines de semana. En 2016, se encargó de la presentación de la sección de entretenimiento en la edición nocturna del noticiero y, además condujo una sección especial en la emisión del mediodía titulada Las coordenadas de Pilar.

## Filmografía

### Televisión
| Año              | Título           | Rol          | Canal              | Ref   |
| ---------------- | ---------------- | ------------ | ------------------ | ----- |
| 1999- actualidad | Noticias Caracol | Presentadora | Caracol Televisión | [ 4 ] |